# Hossein Mahini
Hossein Mahini est un footballeur iranien né le 10 septembre 1986 à Bouchehr. Il évolue au poste de défenseur à Persépolis.

## Palmarès
- Championnat d'Iran : 2017